# Гагаров Дмитро Миколайович
Дмитро Миколайович Гагаров (нар. 17 липня 1938, місто Владивосток, тепер Приморського краю, Російська Федерація — 23 квітня 1989, місто Москва) — радянський державний діяч, 1-й секретар Приморського крайового комітету КПРС, голова Владивостоцького міськвиконкому, 1-й секретар Владивостоцького міськкому КПРС Приморського краю. Член ЦК КПРС у 1986—1989 роках. Депутат Верховної Ради Російської РФСР 10—11-го скликань. 

## Життєпис
Народився в родині службовця.
У 1962 році закінчив Далекосхідний політехнічний інститут імені Куйбишева, інженер-кораблебудівник.
У 1962—1966 роках — начальник дільниці теплових мереж Владивостоцької ГЕС-1.
Член КПРС з 1966 року.
У 1966—1972 роках — головний інженер підприємства теплових мереж «Дальенерго» в місті Владивостоці.
У 1972—1973 роках — 1-й заступник голови виконавчого комітету Владивостоцької міської ради депутатів трудящих.
У 1973—1975 роках — 1-й секретар Первореченського районного комітету КПРС міста Владивостока.
З березня 1975 року по вересень 1978 року — голова виконавчого комітету Владивостоцької міської ради депутатів трудящих Приморського краю.
У 1978 році закінчив заочну Хабаровську Вищу партійну школу при ЦК КПРС.
У 1978—1979 роках — 1-й секретар Владивостоцького міського комітету КПРС Приморського краю.
У 1979—1983 роках — 2-й секретар Приморського крайового комітету КПРС.
У 1983—1984 роках — інструктор ЦК КПРС.
8 квітня 1984 — 14 січня 1989 року — 1-й секретар Приморського крайового комітету КПРС.
З січня 1989 року — персональний пенсіонер союзного значення.
Помер після важкої, тривалої хвороби 23 квітня 1989 року в Москві. Похований на Морському цвинтарі міста Владивостока.

## Нагороди і звання
- орден Леніна
- два ордени Трудового Червоного Прапора
- медалі